# 中国人民解放军第四八零八工厂
中国人民解放军第四八零八工厂，第二厂名“青岛前进船厂”，历史可以追溯到德国殖民当局于1898年在小港西侧建立的青岛水雷机械厂，1945年后称海军青岛造船所。

## 历史
1897年11月14日，德国出兵占据胶澳地区。1898年3月6日，德國与清政府签订《胶澳租借条约》，德国殖民当局将青岛规划为远东自由贸易港和军事基地。1898年6月，水雷枪械修理厂在小港西侧建立，建有丁字形栈桥式钢质码头、仓库、简易车间等设施。该厂是德国侵占青岛时期修建的第一所兵工厂。1899年，德国机械工程师弗朗茨·奥斯特开始在青岛开办工厂，经营加工、铸铁等业务。1900年，水雷枪械修理厂与奥斯特开设的小型修船所合并，开始兼营修船业务。1914年，日本侵占青岛，将水雷枪械修理所的厂址改为洋灰方块厂，为码头建设提供建筑材料。
1922年，北洋政府收回青岛。1925年，洋灰方块厂改为山东第四兵工厂，制造枪械及手榴弹。1927年，山东第四兵工厂改为东北海军青岛铁工厂，曾仿制德国伯格曼冲锋枪。1931年12月16日，中华民国海军第三舰队司令、原东北海军副总司令兼代总司令沈鸿烈出任青岛市市长，任上集资将青岛铁工厂改建为青岛海军工厂，并兴修海军船坞，使该厂成为以修船为主的海军工厂。1932年12月，万吨级的海军船坞动工开挖，1934年4月13日建成竣工。该船坞长157米，宽29米，高潮时深8米，低潮时5米，坞底、坞壁用崂山花岗石，底背捣注有0.3米到2米厚的混凝土。进坞修理的第一艘军舰是永翔号炮舰，政记公司7000吨的“花甲”号、美国和意大利的远东舰船也曾进坞修理。1935年，青岛海军工厂增建5000吨级船台。
1937年12月日本第二次占领青岛后，日本浦賀船渠株式会社将原竹内造船所、市河造船铁工厂和大洋海事工业所与青岛海军工厂等四所工厂合并为浦賀船渠青岛工场，后又在新疆路中段沿岸建立两座300吨级滑造和4个车闸，作为其分厂独立修船。该厂主要修理商船和军舰，也曾建造挖泥船、破冰船及小型近海货船，还曾为日军建造自杀艇。
1945年日本投降后，南京国民政府特派员到青岛接收处理敌伪产业，浦贺船渠株式会社青岛工厂和分厂被分别交给海军司令部和青岛港务局。1946年5月，海军当局将该厂改名为海军青岛造船所，直接隶属于中华民国海军总司令部。1947年，海军青岛造船所接收美国赠送的钢骨水泥浮船坞，总长119米，坞宽25.6米，内宽19.5米，坞深5.8米，载重量2800吨，排水量8500吨，可容纳4000吨级船舶坞修。1948年秋，中华民国海军当局下令将青岛造船所南迁台湾高雄，将石船坞的坞门沉于胶州湾主航道北侧。1949年初，将浮船坞经厦门、广州最终拖至台湾。
1949年6月，青岛市解放，海军青岛造船所被中国人民解放军青岛市军事管制委员会工矿部接管，先后改名为山东省工矿部青岛造船所和中央重工业部船舶工业局青岛修造船厂。1950年10月，中国人民解放军海军接管该厂，改名为中国人民解放军海军青岛造船厂。1955年，该厂改名为海军三零一工厂，曾自行设计制造中国第一代高速炮艇。1958年，原海军三零二工厂并入海军三零一工厂。1965年7月1日，该厂改名为中国人民解放军第四八零八工厂。1996年7月23日，该厂在青岛市黄岛区注册第二厂名为“青岛前进船厂”。